# ハゲノドシャコ
ハゲノドシャコ（禿喉鷓鴣、学名 Francolinus leucoscepus、旧学名 Pternistis leucoscepus）は、キジ目キジ科に属する鳥。

## 分布
アフリカ大陸東部（ソマリア、スーダン、タンザニア、ウガンダ、ジブチ、エリトリア、エチオピア、ケニア）のサバンナに分布する。

## 生態
- 本種は夜明けと夕暮れ時に最も活動的になることが知られている[2]。
- 環境の変化への適応性が高く、人間の農業活動で地域の自然環境が変化しても同じ場所で生息し続ける[3]。

## 画像

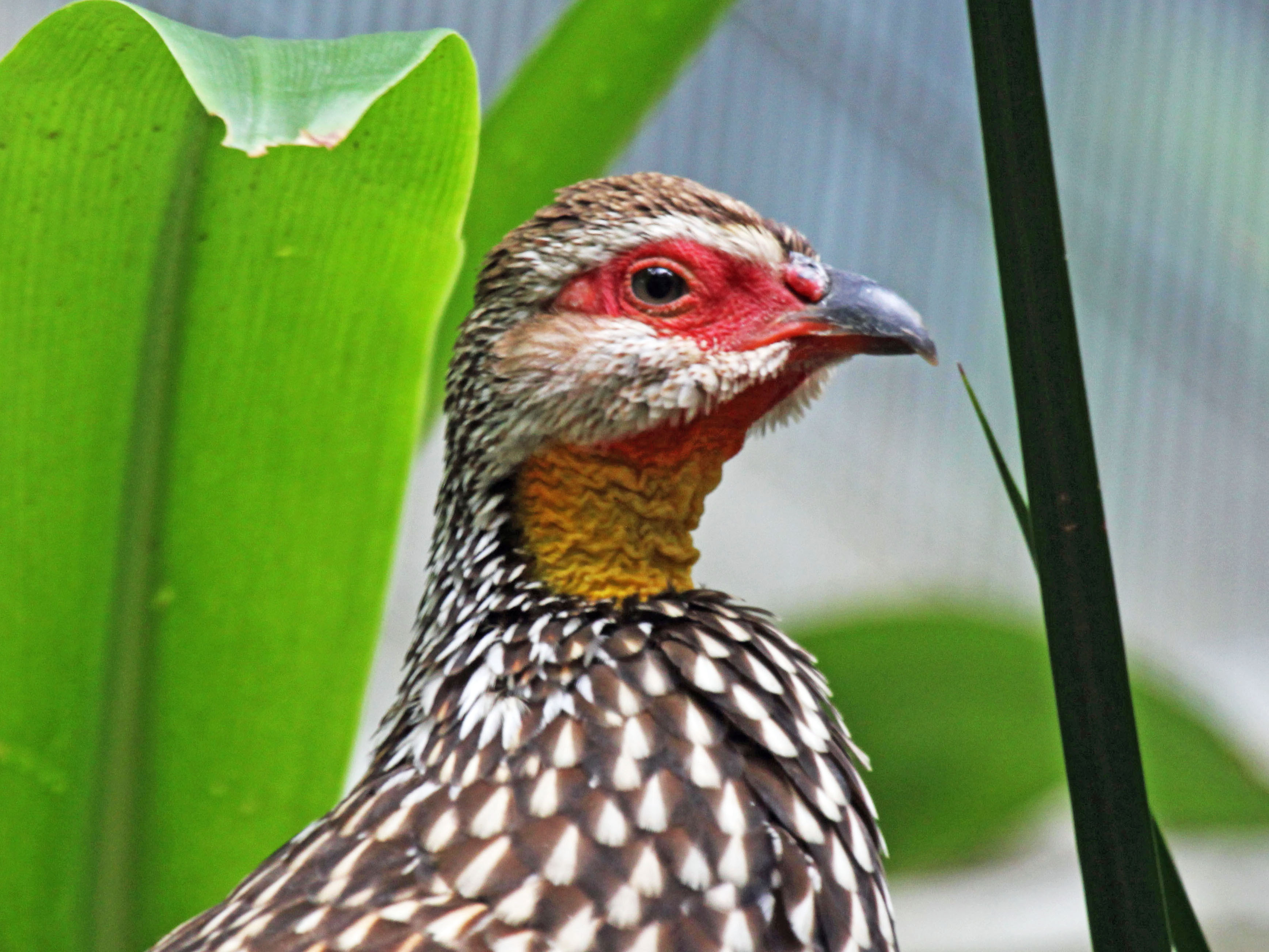
サンディエゴ動物園
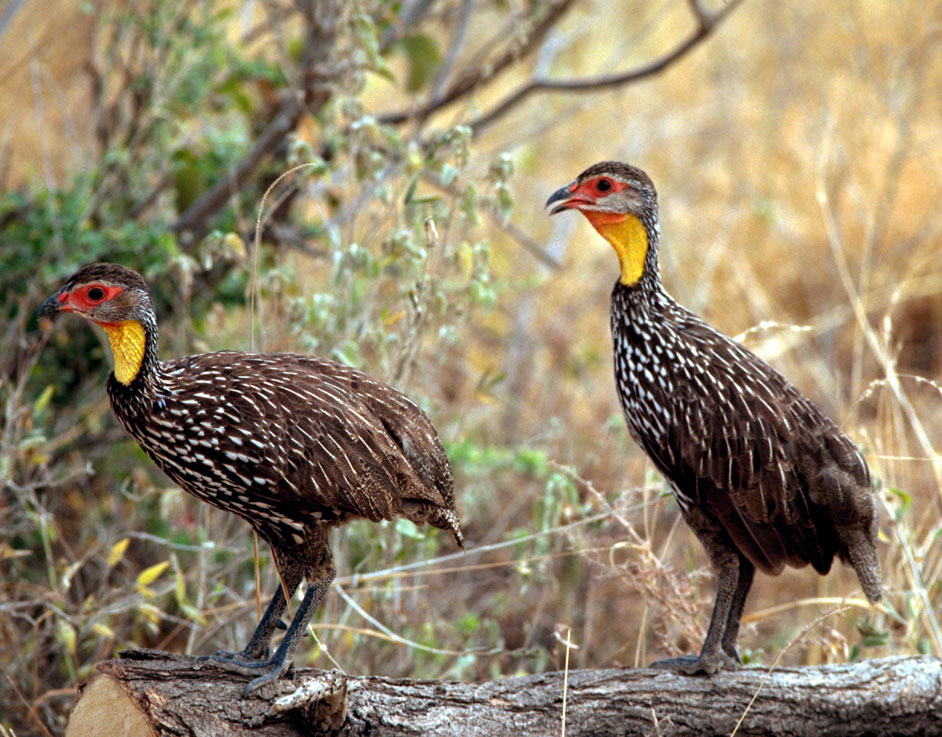
ケニヤ
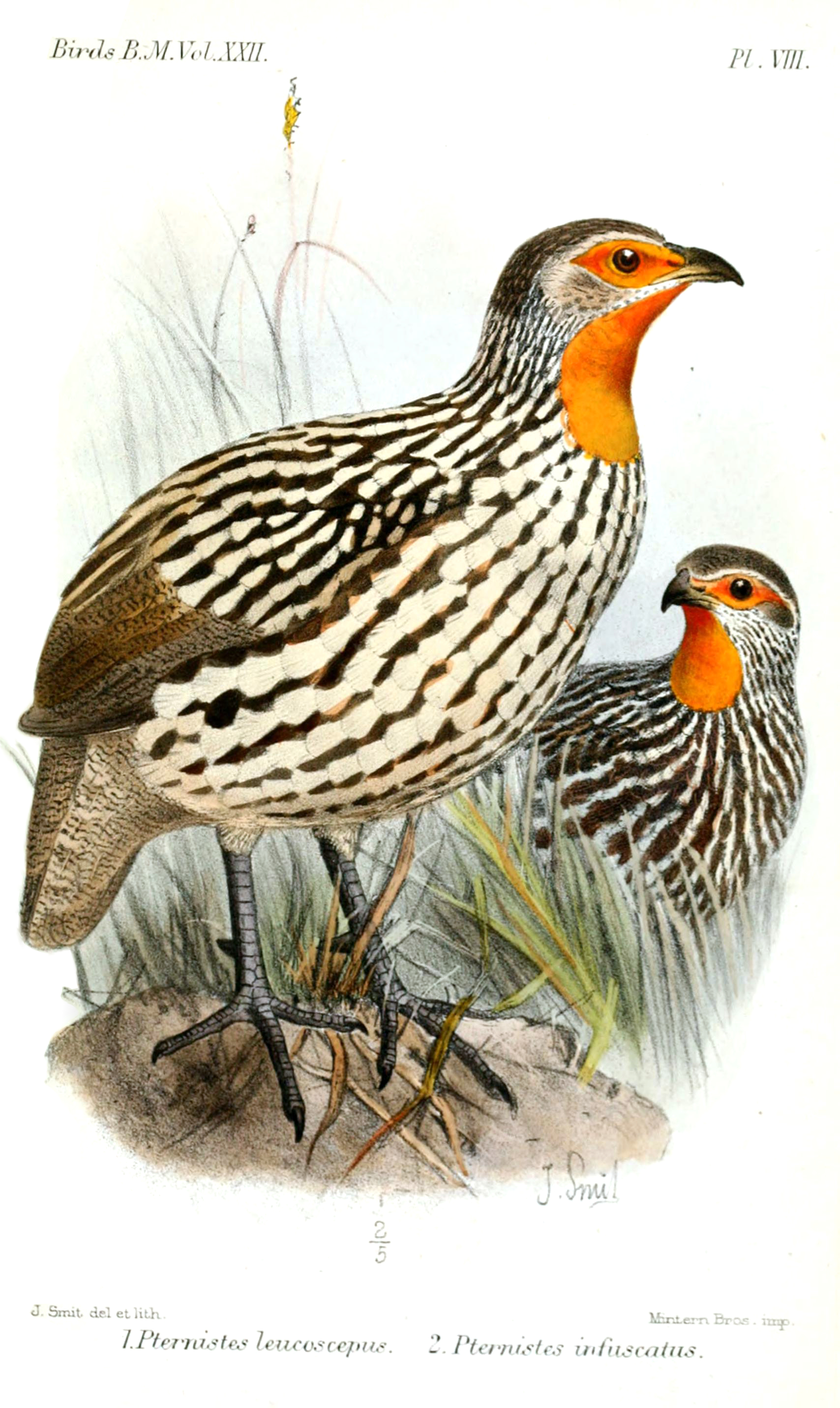
Joseph Smitによるイラスト(1893年)
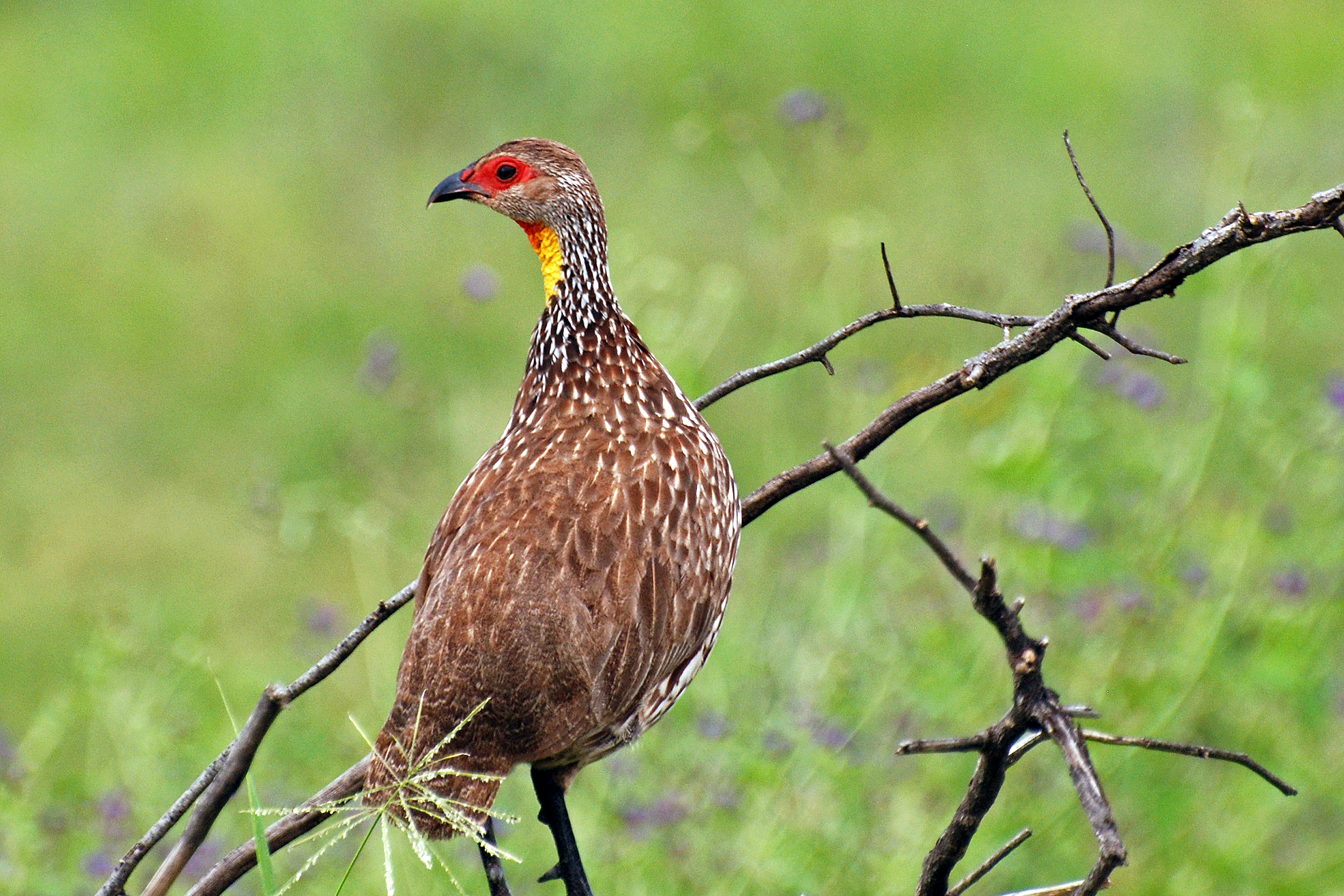
タンザニア